# Omroep Flevoland
Omroep Flevoland is de regionale omroep en rampenzender van de provincie Flevoland.
Op 1 april 1989 startte Omroep Flevoland met regionale radio vanuit een pand in winkelcentrum De Gordiaan in Lelystad. Gerard Hullegie mocht de eerste uitzending centraal presenteren. Vanaf locatie werd hij bijgestaan door Marc van Amstel en Inge Diepman.
TV Flevoland is op 1 oktober 1997 gelanceerd. Jeroen van der Laan presenteerde de eerste televisie-uitzending. Aanvankelijk was de radiotak in Lelystad (Meentweg) gevestigd en werd televisie in Almere (Randstad) gemaakt. Sinds eind 2003 zit de omroep met alle media onder één dak aan de Larserpoortweg in Lelystad.

## Multimediale omroep
Omroep Flevoland verspreidt nieuws en informatie uit Flevoland via diverse media. De radio-uitzendingen zijn 24 uur per dag te beluisteren. Omroep Flevoland TV biedt dagelijks een programma. Overdag is visual radio (kijkradio) te zien.

Behalve op radio en televisie zijn nieuwsitems, weer en verkeer te vinden op de website en op de app. Daarnaast is de zender actief op de sociale media: Facebook, Instagram, X, TIkTok en YouTube.
Omroep Flevoland beschikt over enkele reportagewagens waarmee via de satelliet beelden kunnen worden verzonden naar de studio maar ook via 5G.

## Flevoland Radio
Radio biedt onder de naam Dit is Flevoland een uitgebreide programmering gedurende de dag met regionaal nieuws, weer, verkeer, gesprekken, reportages, afgewisseld met muziek.  Mascotte is de goedlachse Kiek de kiekendief. 

## Flevoland TV
Flevoland TV zendt elke dag Dit is Flevoland uit, een gevarieerd programma van een halfuur waarin het nieuws centraal staat, en een uitgebreid weerbericht voor de provincie. De programmering wordt in een carrousel herhaald. Vanaf 17 uur is er om het halfuur een nieuwsjournaal. Daarnaast biedt Omroep Flevoland in het weekend het programma Over Flevoland Gesproken, een politiek praatprogramma.